# Ascorhynchus comatus
Ascorhynchus comatus là một loài nhện biển trong họ Ascorhynchidae. Loài này thuộc chi Ascorhynchus. Ascorhynchus comatus được miêu tả khoa học năm 1992 bởi Child.